# Myotis ikonnikovi
Myotis ikonnikovi е вид бозайник от семейство Гладконоси прилепи (Vespertilionidae).

## Разпространение
Видът е разпространен в Казахстан, Монголия, Русия, Северна Корея и Япония.